# Cristina Croitoru
Cristina Raluca Croitoru (ur. 21 grudnia 1985) – rumuńska zapaśniczka walcząca w stylu wolnym. Zajęła jedenaste miejsce na mistrzostwach świata w 2010. Brązowa medalistka mistrzostw Europy w 2006 i 2011. Trzecia na ME juniorów w 2004 i 2005 roku.